# Kristalwitte eierroofslak
De kristalwitte eierroofslak (Favorinus blianus) is een slakkensoort uit de familie van de ringsprietslakken (Facelinidae). De wetenschappelijke naam van de soort werd in 1974 voor het eerst geldig gepubliceerd door Lemche & Thompson.

## Beschrijving
De kristalwitte eierroofslak is een zeenaaktslak met een maximale geregistreerde lengte van 30 millimeter. De kleur is doorschijnend wit met onderbroken lijnen van wit oppervlaktepigment op de cerata en langs de middellijn van de rug. Er zijn drie grote ringen zichtbaar op elke rinofoor. De distale delen van de rinoforen en de lange orale tentakels zijn gepigmenteerd met wit. Deze soort voedt zich met de eikapsels van andere naaktslakken (onder ander van kroonslakken en de rosse sterslak) en wordt waarschijnlijk in kleine aantallen aangetroffen waar andere naaktslakken in overvloed aanwezig zijn. Het legt een ingewikkelde witte reeks eieren, normaal gesproken opgerold rond stengels van hydroïdpoliepen.

## Verspreiding
De kristalwitte eierroofslak komt voor in de noordoostelijke Atlantische Oceaan, van Noorwegen, Denemarken, Britse Eilanden tot aan Spaanse Atlantische kust. De soort werd in Nederland slechts een keer (in juni 2017) aangetroffen in de Noordzee.